# Colonia (film)
Pour les articles homonymes, voir Colonia (homonymie).
Pour plus de détails, voir Fiche technique et Distribution.
Colonia est un thriller coécrit et réalisé par Florian Gallenberger, sorti en 2015. Il s’agit du contexte du coup d'État du 11 septembre 1973 au Chili et de la colonie Dignidad, une secte notoire dans le sud du Chili, dirigé par le prédicateur laïc allemand Paul Schäfer.

## Synopsis

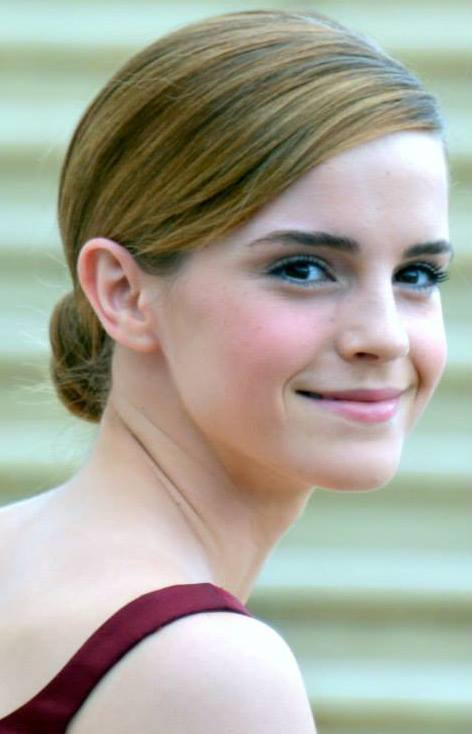
Emma Watson tient le rôle de Lena.

Colonia raconte l'histoire de Lena, une hôtesse de l'air pour Lufthansa et de son petit-ami Daniel, étudiant allemand, qui se retrouvent entraînés dans le coup d'État du 11 septembre 1973 au Chili. Les masses sont dans les rues pour protester contre le général Pinochet, les partisans du président déchu Salvador Allende sont alors raflés par l'armée sous les ordres du général. Le jeune couple est arrêté et emmené au stade national comme des milliers de manifestants. Les gens y sont fusillés sur place, d'autres sont enlevés. Lena est témoin de l'enlèvement de Daniel par une camionnette. Elle découvre qu'il est retenu prisonnier par la police secrète de Pinochet dans une zone bouclée, située dans le Sud, appelée la colonie Dignidad (qui se présente comme une mission caritative) dirigée par le prédicateur Paul Schäfer, un endroit d’où personne ne s’échappe. Lena décide de rejoindre ce camp afin de retrouver Daniel.
Daniel, qui se fait passer pour un simple d'esprit ayant perdu ses facultés intellectuelles à la suite de torture par électrochocs, découvre que l'organisation est également un centre d'opérations illégal pour la DINA (Dirección de inteligencia nacional, en français : Direction nationale du renseignement) qui était la police politique chilienne pendant la dictature militaire d'Augusto Pinochet: en plus d'y pratiquer la torture, la colonie est impliquée dans le trafic d'armes ainsi que la fabrication d'armes chimiques, Daniel devant servir de cobaye.
Lena et Daniel tentent d'échapper à la colonie Dignidad avec Ursel, une infirmière enceinte. Ursel est tuée par un piège et Lena et Daniel s'enfuient à l'ambassade ouest-allemande. Le personnel de l'ambassade les trahit, mais les amants quittent le pays en avion, avec des preuves photographiques incriminantes contre la colonie Dignidad.

## Fiche technique
Sauf indication contraire, les informations mentionnées dans cette section peuvent être confirmées par la base de données cinématographiques IMDb,  présente dans la section « Liens externes ».
- Titre original et français : Colonia
- Réalisation : Florian Gallenberger
- Scénario : Florian Gallenberger et Torsten Wenzel
- Direction artistique : Tobias Frank, Pablo Maestre Galli et Ralf Schreck
- Décors : Bernd Lepel
- Costumes : Nicole Fischnaller
- Photographie : Kolja Brandt
- Montage : Hansjörg Weißbrich
- Musique : André Dziezuk et Fernando Velázquez
- Production : Benjamin Herrmann et Nicolas Steil

Coproduction : Christian Becker et James Spring
- Sociétés de production : Majestic Filmproduktion, Beta Cinema, Iris Productions, Rat Pack Filmproduktion, Rezo Productions, Fred Films, ProSieben et Sky
- Sociétés de distribution : Signature Entertainment (Royaume-Uni), Majestic Filmverleih (Allemagne), Rezo Films (France)
- Budget : 14 millions de dollars[1]
- Pays de production :  Allemagne /  Royaume-Uni /  France /  Luxembourg
- Langues originales : anglais, espagnol
- Genre : thriller
- Durée : 110 minutes
- Dates de sortie :
  - Canada : 13 septembre 2015 (Festival international du film de Toronto)
  - Allemagne : 18 février 2016
  - Royaume-Uni : 1er juillet 2016
  - France, Suisse romande : 20 juillet 2016

## Distribution
- Emma Watson (VF : Nastassja Girard) : Lena Kortus
- Daniel Brühl (VF : Jochen Haegele) : Daniel List
- Michael Nyqvist (VF : Pierre-François Pistorio) : Paul Schäfer, gourou de la « colonie »
- Vicky Krieps (VF : Yaël Elhadad) : Ursel
- Julian Ovenden (VF : Rémi Bichet) : Roman Breuer, pilote Lufthansa
- Martin Wuttke (VF : Michel Vigné) : Niels Biedermann
- Richenda Carey (VF : Sylvie Genty) : Gisela
- Jeanne Werner (lb) (VF : Mathilde Moulinat) : Doro
- Steve Karier (lb) (VF : Philippe Duchesnay) : Bernd
- August Zirner (en) (VF : Mario Pecqueur) : l'ambassadeur allemand
- César Bordón (es) : Manuel Contreras
- Stefan Merki (de) (VF : Jacques Bouanich) : Rudi
- Nicolás Barsoff (VF : Benjamin Penamaria) : Jorge

 Source et légende : version française (VF) sur RS Doublage
- Studio de doublage : Les Studios de Saint Ouen
- Direction artistique : Hervé Rey
- Adaptation : Hélène Monsché

## Production

### Tournage
Le tournage débute le 2 octobre 2014 au Luxembourg, puis en Allemagne, précisément à Munich et à Berlin pendant le mois de novembre pour finir à Buenos Aires en Argentine jusqu'en mi-décembre 2014.

### Musique
Sauf indication contraire ou complémentaire, les informations mentionnées dans cette section proviennent du générique de fin de l'œuvre audiovisuelle présentée ici.
- Ain't No Sunshine par Bill Withers de 1971.
- Try (just a little bit harder) par Janis Joplin de 1969.
- Samba Pa Ti (en) par Santana.
- O Haupt voll Blut und Wunden.
- Laudate Dominum.
- Tiroler Holzhackerbuab'n.
- The Lord is My Shepherd.
- Hymne national du Chili.

## Accueil

### Accueil critique
Sur l'agrégateur américain Rotten Tomatoes, le film récolte 26 % d'opinions favorables pour 47 critiques. Sur Metacritic, il obtient une note moyenne de 33⁄100 pour 15 critiques.
En France, le site Allociné propose une note moyenne de 2,9⁄5 à partir de l'interprétation de critiques provenant de 16 titres de presse ; les spectateurs lui accordent 4,2⁄5.

## Distinctions
- Semaine du Cinéma Allemand de Dinard 2016 : Prix du public
- Festival 2 Valenciennes 2016 : Prix du public[6]

### Documentation
- (en) Dossier de presse Colonia